# Into the Void (festival)
Into the Void is een muziekfestival dat door Loud Noise wordt georganiseerd in Leeuwarden en Eindhoven. Het festival richt zich op stonerrock, sludge- en doommetal. 
De eerste editie vond plaats in 2013 in Poppodium Romein in Leeuwarden. Na het sluiten van Poppodium Romein wordt het festival sinds 2016 gehouden in Poppodium Neushoorn. Na vier jaar kwam het toen tweedaagse festival met de editie van 2019 tot een einde. Na de coronapandemie werd in 2022 bekendgemaakt dat het festival zou terugkeren als eendaags evenement in zowel Leeuwarden als Eindhoven. Daarnaast worden in Eindhoven onder de noemer Club Void avonden met stoner-, doom- en sludgemetalbands georganiseerd.

## Historie

### Eerste editie in 2013
De eerste editie van het festival vond plaats op 13 oktober 2013 in Poppodium Romein. Voor deze editie waren 9 bands geprogrammeerd uit zowel binnen- en buitenland. De 200 bezoekers die deze eerste editie aantrok, deed de organisatie besluiten om op 25 oktober 2014 de tweede editie te plannen.

### Verhuizing en uitbreiding
Na het sluiten van Poppodium Romein in 2015 verhuisde het festival in 2016 naar de nieuwe locatie Poppodium Neushoorn. Vanaf dit moment ging het festival over in een meerdaags festival van twee dagen en vond het plaats in vier zalen: de grote zaal, de kleine zaal, het café en de danszaal. In 2017 waren er in plaats van in de danszaal optredens in een kleine ruimte bovenin het gebouw die verder ook wel als klaslokaal werd gebruikt. Deze zaal kreeg de naam Bidi Stage naar de dat jaar overleden boeker Bidi van Drongelen. In 2019 waren er drie podia nadat Podium Bidi van de jaren ervoor kwam te vervallen, wel werd het podium in het café hernoemd naar Bidi-stage.

### Financiële uitdagingen
De organisatie van het festival kampte met financiële uitdagingen. Redenen die hiervoor werden genoemd waren de toegenomen concurrentie van festivals zoals Soulcrusher in Nijmegen en Desertfest Antwerpen, bands die door grotere festivals opgeëist of onbetaalbaar werden en beperktere financiële middelen door het verliezen van subsidies uit het Nationale Kunstfonds. Dit laatste gebeurde omdat de locatie zelf reeds subsidie ontving en het stapelen van subsidies niet is toegestaan. Het werd onmogelijk om met eigen geld een onafhankelijk festival te organiseren. Daarop besloot de organisatie dat 2019 waarschijnlijk de laatste editie zou zijn.

#### Crowdfundingsactie
Tijdens de editie van 2019 kreeg de organisatie van de bezoekers te horen dat zij er graag voor wilden zorgen dat de editie van 2020 ook mogelijk gemaakt kon worden. Hierop besloot de organisatie een beroep te doen op het publiek door een crowdfundingsactie op te zetten. Het doel van 20.000 euro werd niet gehaald.
Er werden drie opties aangeboden op de website:   
- Optie 1: Een weekendticket voor 2020
- Optie 2: Festivalshirt + poster in beperkte oplage
- Optie 3: Backstagetoegang, dineren met de bands of inspraak hebben in het festival

### Doorstart
In 2022 werd er besloten om het festival met een nieuwe opzet nieuw leven in te blazen. Er worden sindsdien jaarlijks twee eendaagse edities georganiseerd, een in Leeuwarden en een in Eindhoven. De eerste vernieuwde versie in Leeuwarden vond plaats op 9 oktober 2022 gevolgd door de eerste editie in Eindhoven op 28 januari 2023 in de Effenaar. Beide edities vinden plaats in de grote en kleine zaal van de venues.
Daarnaast sloegen Loud Noise en Peter van Elderen, van Peter Pan Speedrock, de handen ineen voor het organiseren van een terugkerende clubavond, gericht op stoner-, doom- en sludgemetalbands. De naam van deze avond werd Club Void. Deze clubavonden begonnen in podium Effenaar in Eindhoven en de eerste editie vond plaats op 1 september 2022. Club Void werd later ook in het Stroomhuis en in Café The Jack in Eindhoven georganiseerd.

## Programma door de jaren heen

### Leeuwarden
| Jaar                                                 | Datum        | Line-up | Opmerking                                                                                  |
| ---------------------------------------------------- | ------------ | --- | ------------------------------------------------------------------------------------------ |
| 2013                                                 | 13 oktober   | Abysmal Grief, Toner Low, New Keepers of the Water Towers The Midnight Ghost Train, Night of the Lotus Eater, 44 Venom, Yama, Cherry Choke | Eerste editie in Leeuwarden                                                                |
| 2014                                                 | 25 oktober   | Amenra, Atlantis, Bast, Kadavar, Mount Salem, Menhir, Monkey3, The Wounded Kings, Obelyskkh |                                                                                            |
| 2015                                                 | 24 oktober   | The Ocean, Sólstafir, Ufomammut, My Sleeping Karma, Mono, Mist, King Hiss, Christian Mistress, Your Highness, Mother Engine, Wucan, Obese, Magister Templi |                                                                                            |
| 2016                                                 | 21 oktober   | Fu Manchu, Conan, The Machine, Zaum, Earth Ship, Hangman's Chair, Dool, Eleanora | Eerste tweedaags festival Dool verving Samothrace                                          |
| 2016                                                 | 22 oktober   | Orange Goblin, Monolord, Elder, Limb, Monomyth, Hexvessel, Tombstones, The Moth Gatherer, ZooN, Long Distance Calling, Lonely Kamel, Black Rainbows, Komatsu, Tangled Horns, Darkher, Witchsorrow, Alunah, Famyne                                                                           | Eerste tweedaags festival Dool verving Samothrace                                          |
| 2017                                                 | 20 oktober   | God Is an Astronaut, Saint Vitus, Ohms, Mammoth Weed Wizard Bastard, Stone in Egypt, Xii Boar, Messa, Gold, Mos Generator | Verschillende afzeggingen Candlemass zonder zanger i.v.m. longinfectie                     |
| 2017                                                 | 21 oktober   | Kal-El, Haunted, Candlemass, Rotor, Church of Misery, The Spacelords, Telepathy, Belzebong, pg.Lost, Love Sex Machine, Bathsheba, Gomer Pyle, Grajo, The Fifth Alliance, Lo!, Dieselking, The Apologist, Izah, Neoslave, Dead Elvis & His One Man Grave, Ashtoreth, Leviathan Speaks, Klone | Verschillende afzeggingen Candlemass zonder zanger i.v.m. longinfectie                     |
| 2018                                                 | 19 oktober   | Wo Fat, Mono, Elder, Blood of the Sun, Ancestors, Zatokrev, Minsk, A Storm of Light, Jo Quail | John Garcia werd vervangen door Mono                                                       |
| 2018                                                 | 20 oktober   | Acid King, Orange Goblin, Conan, Lucifer, Boss Keloid, Pyraweed, Briqueville, Thisquietarmy, Mourning Beloveth, Mother Engine, Naxatras, Famyne, Grim Van Doom, Bismut, Desert Storm, Hackberry, Chief of Smoke, Child, Haester, Rrrags, Dead Quite                                         | John Garcia werd vervangen door Mono                                                       |
| 2019                                                 | 19 oktober   | Bongripper, Earth Ship, Alcest, Lord Dying, Saor, Garganjua |                                                                                            |
| 2019                                                 | 20 oktober   | EyeHateGod, Truckfighters, Sunnata, Antimatter, Morne, Purpura, Borgne, Black Pyramid, White Ward, Pensées Nocturnes, Officium Triste, Temple Fang, Yatra, Tankzilla, Hemelbestormer, The Moth Gatherer, Sâver                                                                              |                                                                                            |
| In 2020 en 2021 werd het festival niet georganiseerd |              | |                                                                                            |
| 2022                                                 | 9 oktober    | Orange Goblin, Unida, Sasquatch, Slomosa, Fire Horse, Mothership, Temple Fang, Gott, High Reeper, Ter Ziele, Hippie Death Cult |                                                                                            |
| 2023                                                 | 30 september | King Buffalo, Alabama Thunderpussy, The Atomic Bitchwax, Yawning Man, The Machine, Samavayo, Tankzilla, Howling Gaint, Heavy Temple, Fire Down Below, Rrrags, Onhou, Moan | Exclusieve Nederlandse reünieshow van Alabama Thunderpussy                                 |
| 2024                                                 | 5 oktober    | Truckfighters, Greenleaf, Slomosa, Black Tusk, Splinter, Scorpion Child, Psychlona, Supersonic Blues, Black Willows, Bismut, Ruff Majik, néander, Gavran, Grin | Lord Dying en Bask zegden af en werden vervangen door respectievelijk Gavran en Ruff Majik |

### Eindhoven
| Jaar | Datum       | Line-up | Opmerking                  |
| ---- | ----------- | --- | -------------------------- |
| 2023 | 28 januari  | Witchcraft, Orange Goblin, The Vintage Caravan, Psychonaut, Alunah, STAKE, Kamchatka, Kal-El, Deville, Skemer, Black Capricorn | Eerste editie in Eindhoven |
| 2024 | 24 februari | Graveyard, Truckfighters, Mars Red Sky, Skraeckoedlan, Black Rainbows, Acid Mammoth, Rrrags, Onhou, Endonomos, Ter Ziele       |                            |